# Feled
Feled (szlovákul Jesenské, korábban Feledince) község Szlovákiában, a Besztercebányai kerület Rimaszombati járásában.

## Fekvése
Rimaszombattól 10 km-re délkeletre, a Rima jobb partján fekszik.

## Története
1274-ben "Feled" alakban említik először. Helytörténeti kutatások szerint első említése ettől korábbi, már a 11. század második felére tehető, ugyanis a Szent László király birtokösszeírásaiban szereplő "Feledseyre" elnevezés Feled első említéseként valószínűsíthető, melynek mai értelemben vett Feledsírja jelentése egyben a falu nevének eredetére, Feled vitéz végső nyughelyére utal.
Templomát az 1332. évi pápai tizedjegyzék már említi, mely a mai református templom helyén, az Úrdombján állt. Kezdetben a Rátolty család tulajdonában állt. 1424-ben a Feledy család birtokolta a falut. A gömöri, majd az ajnácskői vár tartozéka volt. A 16. századtól a Lorántffy család, később több nemesi család tulajdonában találjuk. 1553-ban kirabolta a török. A 16. század közepén lakói református hitre tértek, katolikus egyházát csak 1774-ben alapították újra. 1825-ben egy tűzvészben leégett, ezért nem maradtak ránk régi épületei. 1840-ben 874 lakosa volt.
Vályi András szerint: "FELED. Feledintze. Magyar falu Gömör Vármegyében, földes Urai Báró Vecsey, és Jekelfalusi Uraságok, lakosai katolikusok, és reformátusok, fekszik Serkétől nem meszsze. Határbéli földgye termékeny, de egy harmad részében a’ záporok, és havak elég károkat tesznek, piatzozása Rimaszombatban nem meszsze hasznos, legelője elég, mind a’ kétféle fája van, ’s kaposztássai jók, fuharozással, és tserép edényel is pénzt kereshetnek, malma helyben, első Osztálybéli."
Fényes Elek szerint: "Feled, magyar falu, Gömör és Kis-Hont egyesült vgyékben, Rima-Szombathoz délre 2 mföldnyire: 764 kath. lak. Kath. paroch. templom. Kastély. Sok nemes. Róna és dombos határa meglehetős. F. u. többen."
Gömör-Kishont vármegye monográfiája szerint: "Feled, rimavölgyi magyar kisközség, 176 házzal és 881, róm. kath. és ev. ref. vallású lakossal. E községgel már a pápai tizedszedők jegyzékében találkozunk. A Rátót nemzetség ősi birtoka. 1424-ben a Feledy család az ura és ekkor már az ajnácskői vár tartozéka. 1788-ban Feledinze tót néven is említik az akkori leírások. Mult századi földesurai a báró Vécsey, a Jekelfalussy, a gróf Almássy, a gróf De la Motte és a Török családok. Mind e családok saját úrilakaikban laktak s azonkívül Draskóczy Lászlónak is van a faluban úrilaka. A Vécsey-féle, kb. 250 éves úrilak jelenleg Fornet Jenőné szül. báró Vécsey Erzsébeté. A község nagyobb birtokosai ma Szilassy Gyula örökösei, Fornet Jenőné szül. báró Vécsey Erzsébet és Czibur Pál. E helység a rimaszécsi járás székhelye, szolgabírói hivatallal. A községben két templom van. A református templom 1600-ban, a katholikus 1794-ben épült. 1825-ben az egész község tűz martaléka lett. Van saját postája, távírója és vasúti állomása, mely utóbbi fontos góczpontja e vasútvonalnak. Feledhez tartoznak Dobra, Czifra, Csalános és Domafala puszták. Az utóbbi hajdan szintén község volt. 1479-ben mint a feledi Lórántfyak birtoka van említve."
A trianoni diktátumig Gömör-Kishont vármegye Feledi járásának székhelye volt. 1938 és 1944 között újra Magyarországhoz tartozott.
1948-ban a települést Janko Jesenský (1874–1945) szlovák író, műfordítóról nevezték el. Járási székhelyi rangját 1950-ben veszítette el.

## Népessége
| Év:            | 1994. | 2004.   | 2014.   | 2024.   |
| -------------- | ----- | ------- | ------- | ------- |
| Emberek száma: | 2241  | 2281    | 2236    | 2351    |
| Eltérés:       |       | +1,78 % | -1,97 % | +5,14 % |

| Év:            | 2023. | 2024.   |
| -------------- | ----- | ------- |
| Emberek száma: | 2352  | 2351    |
| Eltérés:       |       | -0,04 % |

1880-ban 837 lakosából 782 magyar és 17 szlovák anyanyelvű volt.
1890-ben 849 lakosából 833 magyar és 10 szlovák anyanyelvű volt.
1900-ban 881 lakosából 863 magyar és 14 szlovák anyanyelvű volt.
1910-ben 878 lakosából 867 magyar és 9 szlovák anyanyelvű volt.
1921-ben 1031 lakosából 896 magyar és 121 csehszlovák volt.
1930-ban 1357 lakosából 687 magyar és 550 csehszlovák volt.
1941-ben 1348 lakosából 1126 magyar és 210 szlovák volt.
1970-ben 1907 lakosából 1136 magyar és 759 szlovák volt.
1980-ban 2056 lakosából 1276 magyar és 768 szlovák volt.
1991-ben 2150 lakosából 1295 magyar és 707 szlovák volt.
2001-ben 2259 lakosából 1284 magyar és 745 szlovák volt.
2011-ben 2193 lakosából 1104 magyar, 658 szlovák, 240 cigány, 4 cseh és 184 ismeretlen nemzetiségű volt. Ebből 1224 magyar, 653 szlovák, 132 cigány, 4 cseh és 178 ismeretlen anyanyelvű. Ebből 1369 római katolikus, 162 református, 63 Jehova Tanú, 41 evangélikus, 288 ismeretlen vallású és 238 nem vallásos.

## Nevezetességei
- Sarlós Boldogasszony tiszteletére szentelt, római katolikus temploma 1737-ben épült barokk stílusban. 1903-ban megújították.
- Református temploma a korábbi templom helyén 1898-ban épült, neoklasszicista stílusban.
- Nemesi kúriák a 16.–19. századból.

## Neves személyek
- Négy nemesi kúriája a 16–17. században épült, az egyik a Vécsey családé volt. Sokat időzött itt Vécsey Károly tábornok, aradi vértanú.
- Itt született 1874. augusztus 18-án Beszédes János László szobrász, festőművész. A francia térképészeti intézet szolgálatában bejárta az afrikai és ázsiai francia gyarmatokat, híresek az ott készített kis szobrocskái.
- Temetőjében nyugszik De La Motte francia ezredes, II. Rákóczi Ferenc tüzérségének megalapítója.
- Itt született 1927-ben Borics Gyula magyar politikus.
- Itt született 1942-ben Izsóf Lilla operaénekesnő.
- Itt hunyt el 1826-ban Jekelfalussy József császári és királyi kamarás, országgyűlési követ.
- A közelben hunyt el 1889-ben Osváth István református lelkész.
- Itt gyűjtött Tichy Gyula (1879-1920) festőművész, grafikus,

## Testvértelepülése
- Pétervására, Magyarország

## Külső hivatkozások
- Községinfó
- Feled Szlovákia térképén
- Feled a Gömör-Kishont régió honlapján
- E-obce.sk